# Circum-Baïkal (route)
Pour les articles homonymes, voir Circum-Baïkal.

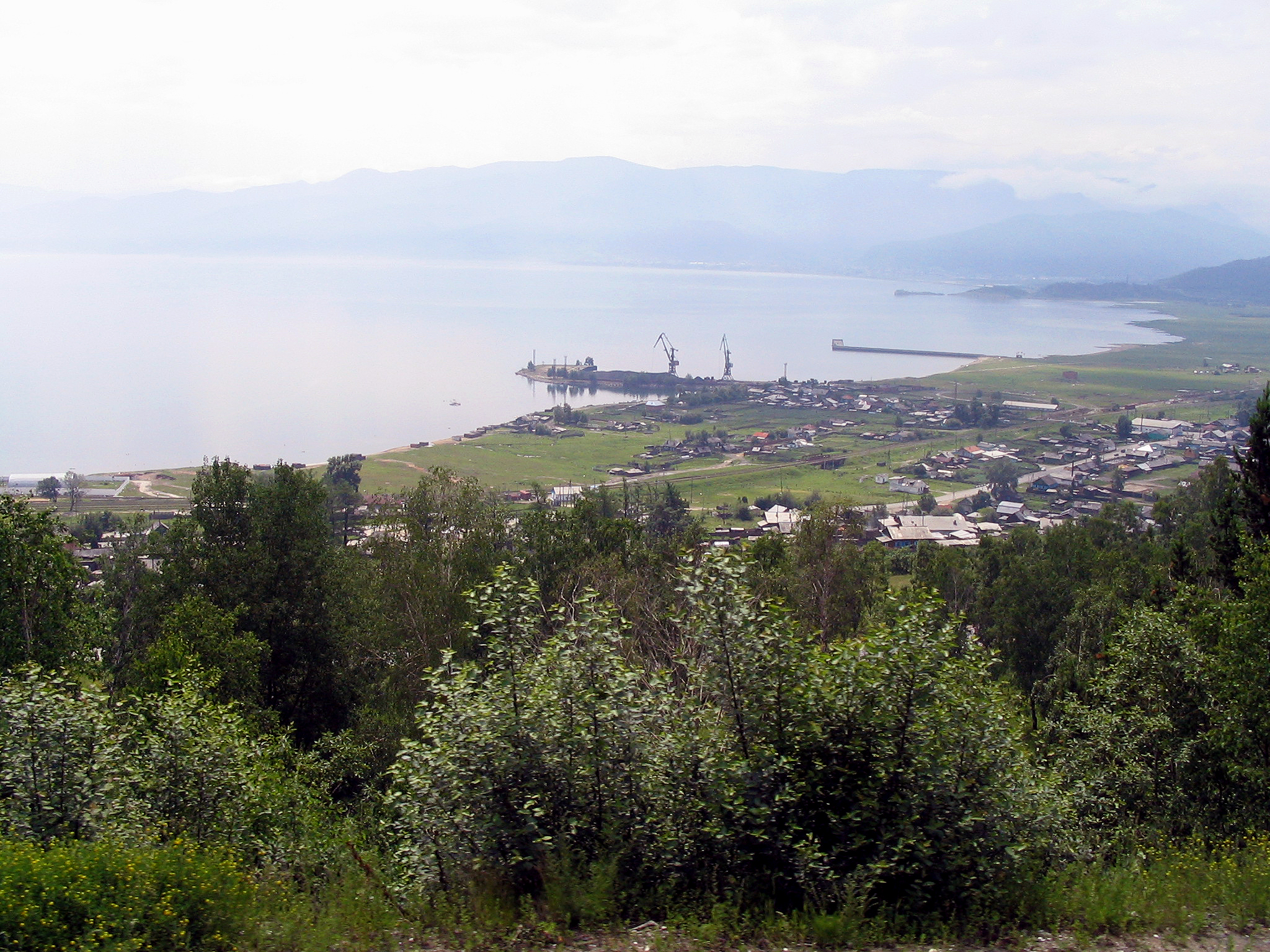
Vue du village de Koultouk sur le lac Baïkal et de la route Circum-Baïkal.

La route Circum-Baïkal (en russe : Кругобайкальский тракт, Krougobaïkalski trakt) est une voie de communication routière qui ceinture le lac Baïkal en Russie.
Elle correspond à l'ancienne route postale sibérienne (главный сибирский почтовый тракт).
La route Circum-Baïkal part de la ville d'Irkoutsk, franchit les rivières Irkout et Angara et longe les rives du lac Baïkal en parallèle avec les voies du chemin de fer Circum-Baïkal.
Au sud du lac Baïkal, la route arrive à un carrefour dans le village de Koultouk (anciennement Koultouchnoïe). De Koultouk, une route se dirige vers la Mongolie.
Le tronçon initial jusqu'à Koultouk avait une longueur de 93 verstes soit 99 kilomètres et fut construit entre 1796 et 1801. Le contour du lac fut réalisé au cours du XIXe siècle, notamment par des exilés politiques polonais et lituaniens que l'Empire russe avaient déportés en Sibérie lors de l'oppression tsariste contre la république des Deux Nations.